# Фридрих I фон Зирк
Фридрих I фон Зирк (на немски: Friedrich I Herr von Sirck; † 29 юни 1319) от благородническата фамилията фон Зирк, е господар на господството Зирк (на френски: Sierck-les-Bains) в Лотарингия.

## Произход
Той е най-големият син на Арнолд III фон Зирк († сл. 9 март 1280/сл. 1283) и съпругата му Елза//Елизабет († сл. 1279). Брат е на Йохан фон Зирк († 1305, Рим), епископ на Утрехт (1291) и на Тул (1296 – 1305), Петер фон Зирк († 1320), архдякон в Марзал, електор на Мец (1316), Конрад фон Зирк († сл. 1323), в Свещен орден в Мец, и на Хайнрих фон Зирк († сл. 1311), капитулар в Трир (1282 – 1289).
Фридрих I фон Зирк е баща на Фридрих фон Зирк († 1322), епископ на Утрехт (1317 – 1323), и прадядо на Якоб фон Зирк († 1456), архиепископ и курфюрст на Трир (1439 – 1456).
Император Фридрих III издига господството Зирк през 1442 г. на имперско графство.

## Фамилия
Първи брак: с жена с неизвестно име и има децата:
- Арнолд IV Стари фон Зирк († 29 април 1323), бургграф на Шауенбург, женен пр. 1322 г. за Йоханета фон Варсберг († сл. 1359)
- Катарина фон Зирк († сл. 1323), омъжена пр. 1316 г. за Симон фон Хелфердинген († сл. 1319)
- Елизабет фон Зирк († сл. 1334), абатиса на Фрайздорф
- Фридрих фон Зирк († 20 юли 1323), провост на „Св. Петър“ в Утрехт (1294 – 1304), архдякон на Трир (1315), епископ на Утрехт (1317 – 1323)
- Филип фон Зирк 'Стари' († 1 януари/16 юни 1308, Авиньон), архдякон в Лигни (1308)

Втори брак: с Аделхайд фон Байон († сл. 1319), дъщеря на Филип фон Байон († 1300) или на Хайнрих фон Байон († ок. 1258). Тя е внучка на херцог Фридрих I от Лотарингия († 106/1207)) и принцеса Людмила Полска († пр. 1211). Те имат децата:
- Арнолд V фон Зирк Млади († 23 февруари/31 декември 1371), господар на Зирк, женен ок. 1325 г. за Анна/Аделхайд фон Саарбрюкен († сл. 1345)
- Агнес фон Зирк († сл. 1326), омъжена за Перин фон Дорсвайлер († сл. 1360)
- Филип фон Зирк 'Млади' († сл. 1343), каноник в „Св. Гереон“ в Кьолн (пр. 1343)
- Йохан (Хенекин) фон Зирк († 6 март 1344/19 март 1357), провост в Утрехт (1322 – 1333)
- Якоб фон Зирк († сл. 1358), в Свещен орден